# Southwell (Dorset)

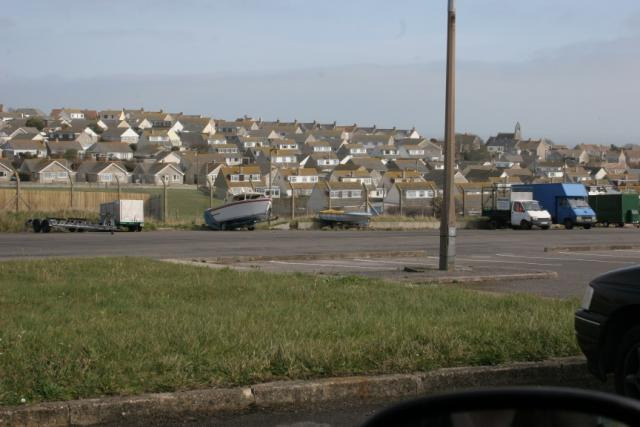
Foto del poblado de Southwell

Southwell es un pequeño poblado costero ubicado en el área de Tophill, en la isla de Pórtland (condado de Dorset, Inglaterra, Reino Unido). Se haya emplazado entre Eston, la principal localidad del sur de la isla, y Portland Bill, una pequeña península en el extremo meridional de la misma.
- Datos: Q7571189
- Multimedia: Southwell, Dorset / Q7571189